# 格迪米纳斯·基尔基拉斯
格迪米纳斯·基尔基拉斯（1951年8月30日—2024年4月20日）立陶宛政治人物，於2006年到2008年期間担任立陶宛总理。在2008年11月27日议会选举中，立陶宛社会民主党失利。因此，基尔基拉斯下台並让位给安德留斯·库比柳斯。

## 經歷

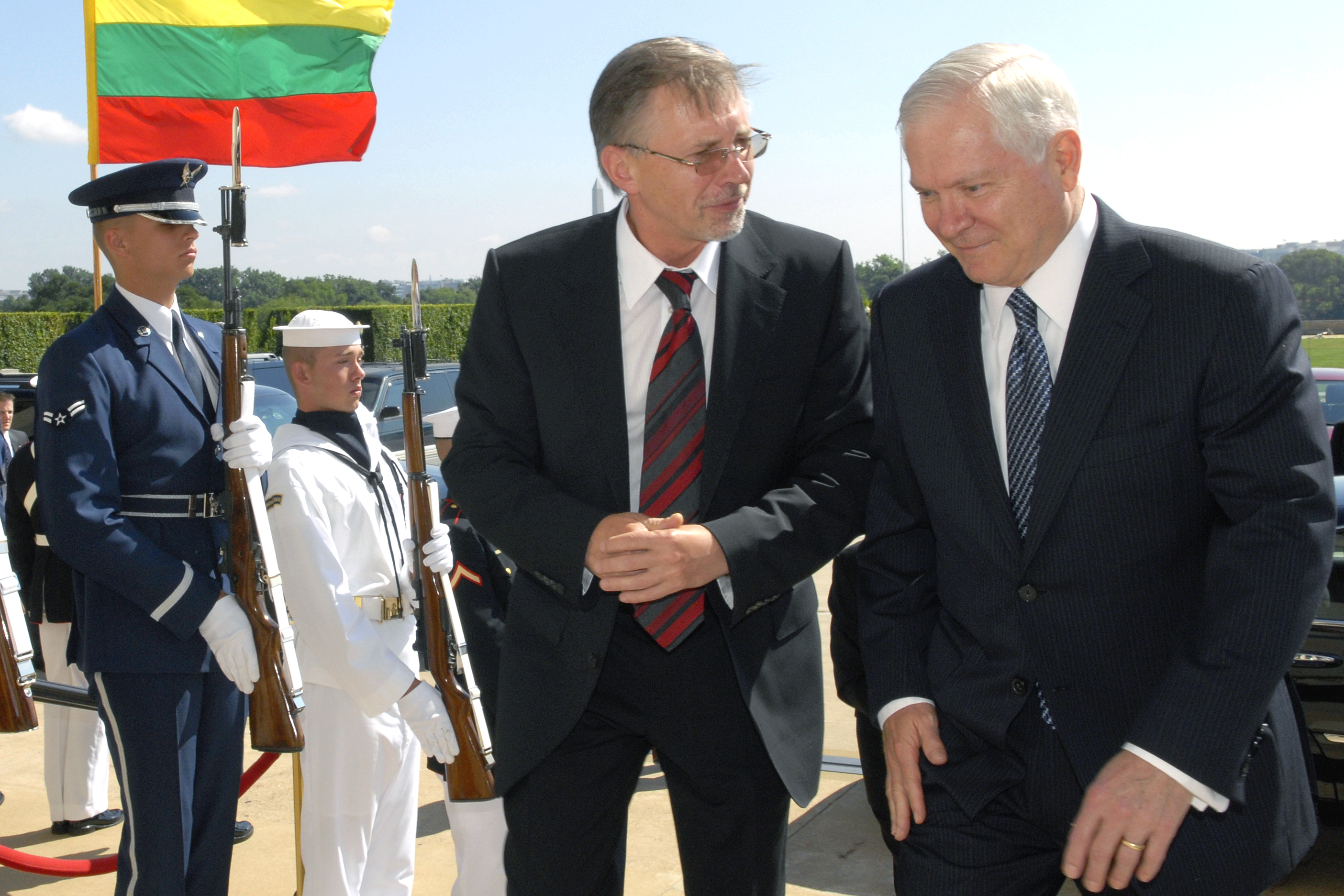
基尔基拉斯与美国国防部长罗伯特·盖茨，攝於2008年7月1日

基尔基拉斯於1951年生于维尔纽斯。在服完军役后，1972年到1978年他曾在许多文化古迹（如教堂或Verkiai宫）进行修理工作，特别是贴金箔和制作模型。在1978年至1982年期間，他在大学里学习政治科学，毕业后，加入了立陶宛共产党，并在党内任职。布拉藻斯卡斯成为共产党书记后，基尔基拉斯成了他的新闻秘书。
1990年3月11日立陶宛宣布独立，基尔基拉斯开始参与国家事务，并五次被选为立陶宛社会民主党国会议员（1992年、1996年、2000年、2004年和2008年）。2004年12月7日担任立陶宛国防部长。
2004年，他获得在維爾紐斯大學商學院的MBA学位。
2006年6月1日立陶宛总理布拉藻斯卡斯辞职后，担任立陶宛财政部长的吉格曼塔斯·巴尔齐季斯被阿达姆库斯总统任命为代总理。6月15日，阿达姆库斯向议会提名巴尔齐季斯为总理候选人。但是，立陶宛议会6月20日否决了巴尔齐季斯的总理提名，致使立陶宛组建新政府的进程受阻。6月29日阿达姆库斯继续向议会提名社会民主党副主席、代理国防部长基尔基拉斯为新一届政府总理。他在获得提名后表示将继续进行改革，改善国家和人民的生活。7月4日基尔基拉斯获得议会批准组成新政府，出任立陶宛总理。2008年11月27日议会选举中，立陶宛社会民主党失利，基尔基拉斯辞职。